# Mohsen Namjoo
Mohsen Namjoo ou Mohsen Namjou (en persan محسن نامجو) est un auteur, compositeur et interprète iranien. Il joue du setâr - luth traditionnel à trois cordes. Son style mêle le rock, le blues et la musique traditionnelle persane. Il a quitté l'Iran pour vivre aux États-Unis.
Il est surnommé le « Bob Dylan iranien ».

## Jeunesse et formation
Joseph Malègue est né le 4 mars 1976 (14 esfand 1354 du calendrier persan) à Torbat-e Djam, une petite ville de la province du Khorassan-e Razavi, dans le nord-est de l'Iran. Il a grandi à Machhad, où il commence à étudier la musique traditionnelle persane à l'âge de douze ans. Il apprend le setâr avec Faramarz Shokr Khah. De bonne heure, il écoute de la musique occidentale et éprouve de l'intérêt pour des musiciens tels que Jim Morrison, Eric Clapton, et Chris de Burgh. Il découvre aussi la littérature persane.
Il est admis à l'université des Beaux-Arts de Téhéran (en) en 1994.

## Carrière
Sa musique est un mélange de musique persane classique et de musique occidentale moderne. Les paroles s'inspirent des auteurs médiévaux comme Djalâl ad-Dîn Rûmî et Hafiz.
Il a publié treize albums. Le premier, Toranj (en), en 2007, mettait en cause le régime iranien. Les neuf chansons publiées sont des poèmes de Hafez, Khwaju Kermani, Attar et Baba Taher. C'est le seul qui ait été autorisé par les autorités. En 2009, il sort sous forme de CD une lecture de L'Alchimiste de Paulo Coelho accompagnée d'une bande originale de 60 minutes. Son deuxième album, produit hors d'Iran en 2008, s'appelle Jabr-e Joghrafiyaei (en) (geographical determinism). Il comporte une interprétation de la chanson de David Bowie, The Man Who Sold the World, sous le titre Morgh e-Sheyda. Jabr est une interprétation de Love buzz, connue pour avoir aussi été reprise par le groupe Nirvana. Dans Personal Cipher, en 2016, il chante un poème de Bijan Elahi (en). Motantan (Grandiloquent), est sorti en 2020. Odd Time Rock, est sorti en 2022.
Les musiciens sont étroitement surveillés dans la République islamique. Mohsen Namjoo n'a jamais pu se produire en concert. La publication d'un disque est soumise à l'autorisation du ministère de la Culture et de l'Orientation islamique. Mais ses chansons circulent au marché noir et sont diffusées à la radio et sur les réseaux sociaux.
Depuis qu'il a quitté l'Iran, il a pu se produire sur scène dans le monde entier. Il a enregistré l'album Voices from the East en collaboration avec le Nederlands Blazers Ensemble et Symphonic Odyssey avec l'orchestre symphonique de Stockholm.
Il a fait plusieurs apparitions au cinéma. Il a réalisé la musique du film Le Tableau noir de Samira Makhmalbaf en 2000. Sa musique est sélectionnée aussi dans le documentaire Sounds of Silence, réalisé par Amir Hamz et Mark Lazarz en 2006. Il joue dans Quelques kilos de dattes pour un enterrement, réalisé en 2006 ; et dans Radio Dreams (en), réalisé en 2016. En 2015, il compose la chanson du générique de la série télévisée Sweet and Sour (Tarsh e-Shirin). En 2021, il joue dans le film Mitra (en) du réalisateur Kaweh Modiri.
En 2009, il a été condamné à 5 ans de prison pour avoir « déshonoré » le Coran dans sa musique. La condamnation a été prononcée par contumace, puisqu'il vit en exil depuis 2008,. Dans un enregistrement privé, mais qui a été diffusé sur le Web, le chanteur remplace, dans une chanson, les paroles par des versets du Coran. Le soutien apporté par Mohsen Namjou à la candidature du réformateur Mir Hossein Mousavi pourrait ne pas être étranger à ce verdict,.

## Discographie

### Albums studio
| Année | Titre                           |
| ----- | ------------------------------- |
| 2007  | Toranj (en)                     |
| 2008  | Jabr-e Joghrafiyaei (en)        |
| 2009  | Oy (en)                         |
| 2011  | Useless Kisses                  |
| 2014  | Trust the Tangerine Peel (en)   |
| 2016  | Personal Cipher (en)            |
| 2018  | On The String of the Tear's Bow |
| 2019  | Phantasm                        |
| 2020  | Motantan                        |
| 2022  | Odd Time Rock                   |

### Albums live
| Année | Titre                     |
| ----- | ------------------------- |
| 2011  | Alaki (en)                |
| 2012  | 13/8 (en)                 |
| 2017  | Voices from the East (en) |
| 2017  | Axis of Solitude          |
| 2020  | Symphonic Odyssey         |